# Anosia jamaicensismajor
Anosia jamaicensismajor är en fjärilsart som beskrevs av Rajus 1910. Anosia jamaicensismajor ingår i släktet Anosia och familjen praktfjärilar. Inga underarter finns listade i Catalogue of Life.